# Ari Meyers
Pour les articles homonymes, voir Meyers.
Ari Meyers est une actrice américaine, née le 6 avril 1969 à San Juan (Porto Rico).

## Filmographie

### Cinéma
- 1982 : Avec les compliments de l'auteur (Author! Author!) de Arthur Hiller : Debbie
- 1989 : Think Big (en) de Jon Turteltaub : Holly Sherwood
- 1990 : Shakma de Tom Logan (en) et Hugh Parks : Kim
- 1991 : Sacré sale gosse (Dutch) de Peter Faiman : Brock
- 1992 : Dark Horse (en) de David Hemmings : Allison Mills
- 1995 : Le Patchwork de la vie (How to Make an American Quilt) de Jocelyn Moorhouse : Duff
- 1995 : Buddies de Walter Allen Bennett Jr. : Lorraine
- 2004 : Looking for Kitty (en) d'Edward Burns : Kitty Green Fiannico
- 2006 : Stanley's Dinosaur Round-Up (en) de Jeff Buckland : Mom (voix)

### Télévision

#### Téléfilms
- 1983 : Au bout du chemin (Running Out) de Robert Day : Jenny Corsini
- 1983 : Full House de Tony Bill : Debbie Travalian
- 1984 : L'Amour brisé (License to Kill) de Jud Taylor : Amy Peterson
- 1985 : Kids Don't Tell (en) de Sam O'Steen : Nicky Ryan
- 1985 : Picking Up the Pieces de Paul Wendkos : Stacy Harding
- 1988 : Windmills of the Gods de Lee Philips : Beth Ashley
- 1990 : Les vertiges de la gloire (en) (Call Me Anna) de Gilbert Cates : Patty Duke, as a youth
- 1991 : Mémoire de minuit (Memories of Midnight) de Gary Nelson : Atana
- 1992 : Au nom de ma fille (In My Daughter's Name) de Jud Taylor : Carly Elias
- 1993 : L'Instinct de survie (River of Rage: The Taking of Maggie Keene) de Robert Iscove : Nancy Hardgrave
- 1994 : Deux coupables pour un crime (Confessions: Two Faces of Evil) de Gilbert Cates : Lisa Darby
- 1995 : Not Our Son de Michael Ray Rhodes : Ruth Keller
- 1996 : Erreur judiciaire (Innocent Victims) de Gilbert Cates : Stacey Carolwood (non créditée)
- 1996 : Une erreur de jeunesse (Home Song) de Nancy Malone : Chelsea Gardner
- 1997 : Secret mortel (The Killing Secret) de Noel Nosseck : Nicole Voss
- 1997 : Délit d'abandon (Unwed Father) de Michael Switzer : Gina
- 1998 : Family Blessings de Nina Foch et Deborah Raffin : Janice Reston

#### Séries télévisées
- 1984 : American Playhouse (en) : Kim
- 1984-1988 : Aline et Cathy (Kate & Allie) : Emma McArdle (90 épisodes)
- 1989 : CBS Schoolbreak Special : Lisa Rosenberg
- 1992 et 1993 : Evening Shade (en) : Aimee Thompson (2 épisodes)
- 1996 : Buddies : Lorraine
- 2000 : Diagnostic : Meurtre (Diagnosis Murder) : Amy Saroyan
- 2001-2003 : Stanley : Mrs Joyce Griff (voix) (16 épisodes)

## Jeu vidéo
- 2001 : Tony Hawk's Pro Skater 3 : Several Characters (voix)